# Wraparound

Un wraparound est un mécanisme de gameplay dans un jeu vidéo, le plus souvent constitué d'un écran fixe. C'est un passage secret ou non, permettant de disparaitre de l'écran et de réapparaitre immédiatement à un autre endroit dans la trajectoire identique ou inverse. C'est une sorte de warp zone. L'effet de warparound permet le plus souvent de disparaitre d'un côté de l'écran, et de réapparaitre du côté opposé (en mathématiques, cela est connu comme un double tore euclidien). Certains jeux proposent cet effet dans plusieurs directions, mais d'autres comme la série Civilization, offrent des warparound de gauche à droite, ou d'est en ouest, mais le haut et le bas de l'écran restent des limites représentant le nord et le sud (en mathématiques, on parle de cylindre).
Dans certains jeux tels qu'Asteroids, il n'y a pas de frontière et les objets peuvent traverser tous les côtés de l'écran et réapparaître du côté opposé. D'autres, tels que Pac-Man, Wizard of Wor, et quelques jeux dans la série Bomberman, possèdent des limites entourant la plupart de la zone de jeu, mais quelques passages reliant le côté gauche vers la droite (et inversement) ou le haut vers le bas, permettent aux personnages de se déplacer rapidement.
En 1962, Spacewar! est le premier jeu à proposer une zone de jeu avec warparound, tout-comme le premier jeu vidéo commercial  Computer Space en 1971. Les warparound sont très fréquents dans les jeux des années 1970 et 1980, tels que Space Race (1973), Combat (1977), Asteroids (1979), et Star Castle (1980). En 1977, Surround sur Atari 2600 possède une option appelée wraparound et expliquée dans son manuel de jeu.